# Carl-Erik Sandberg
Carl-Erik Helge Sandberg, född 13 januari 1919 i Södra Åsums församling, Malmöhus län, död 27 september 2000 i Svedala församling, Skåne län, var en svensk fotbollsspelare.
Sandberg var svensk mästare för Malmö FF 1944 och fyra gånger landslagsman.
Han tillhörde det lag, som vann föreningens första uppsättning guldmedaljer 1944 och tog hem Svenska cupen samma år. 
Carl-Erik Sandberg, med smeknamnet "Pigge", började sin fotbollsbana i Svedala IF. Efter att under en säsong ha gjort 50 mål för denna klubb, värvades han till Malmö FF, där han debuterade i Allsvenskan 1938. Han debuterade i Sveriges landslag den 14 juni 1943 i en match på Råsunda mot Schweiz, i vilken han gjorde segermålet.
Fram till 1945 spelade Carl-Erik Sandberg ytterligare tre landskamper, där han bildade innertrio tillsammans med Gunnar Gren och Gunnar Nordahl. Med snabbhet och god teknik förenade Carl-Erik Sandberg ett excellent skytte och gjorde för Malmö FF under åren 1938-1947 totalt 130 mål på 269 matcher.
Efter karriären i Malmö FF gick Carl-Erik Sandberg till IFK Malmö under ett år och avslutade med två års spel i IFK Eskilstuna fram till 1950.